# Scrolling Game Development Kit

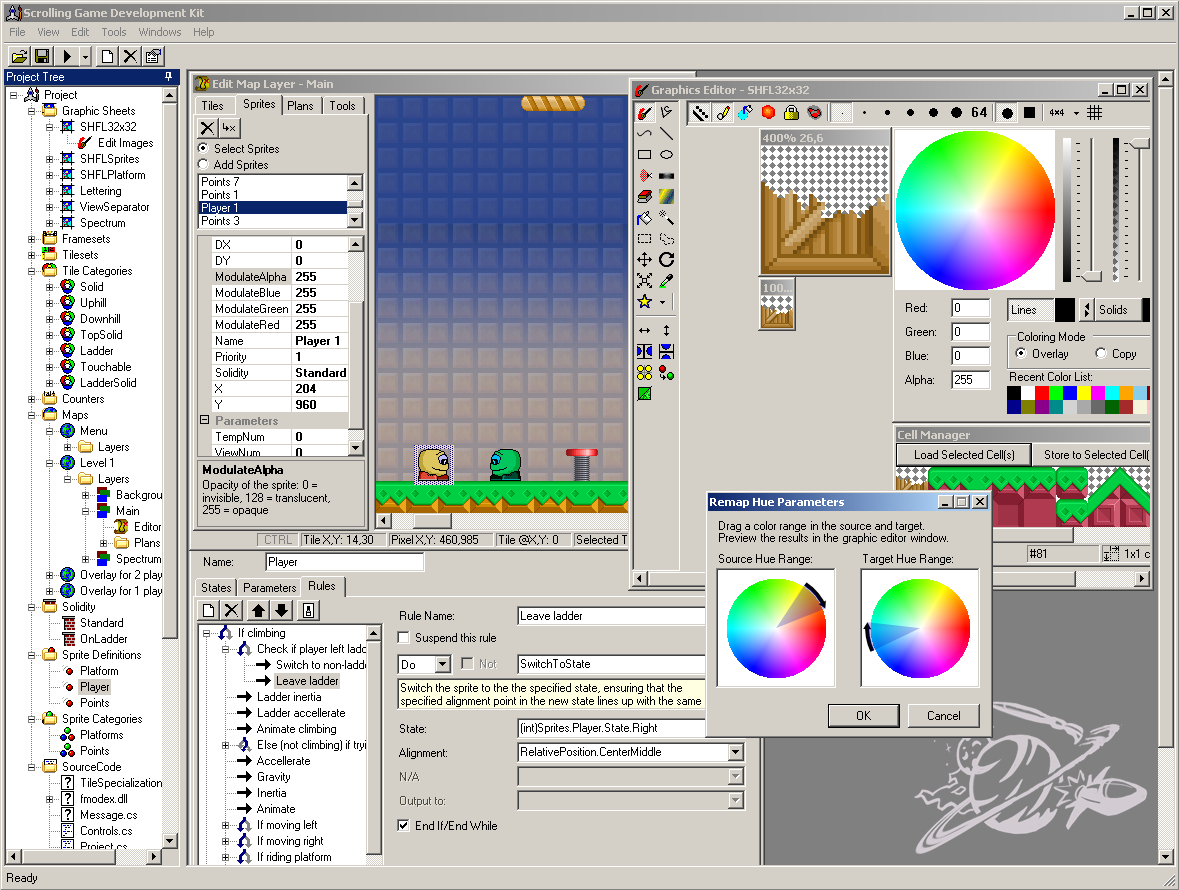
Skärmdump av programmet.

Scrolling Game Development Kit (ofta förkortat SGDK eller GameDev) är ett datorprogram för att skapa datorspel, i synnerhet sidscrollande spel. Programmet finns till Windows XP.
Med detta program kan man skapa spel utan att koda alls. Det går också att använda programmet för att skapa banor till ett spel skapat utanför detta program.
Den första versionen av programmet var skriven huvudsakligen i Visual Basic 6. 27 december 2007 släpptes en ny version, skriven i C#, som bland annat gick över till filformatet XML.